# 2198 Ceplecha
2198 Ceplecha è un asteroide della fascia principale. Scoperto nel 1975, presenta un'orbita caratterizzata da un semiasse maggiore pari a 2,5936370 UA e da un'eccentricità di 0,1976168, inclinata di 3,63852° rispetto all'eclittica.
L'asteroide è dedicato all'astronomo ceco Zdenek Ceplecha.